# SRY-gen
SRY-genen har fått sitt namn från förkortningen av engelskans Sex Determining Region Y. Det är en av ytterst få transkriptionellt aktiva gener på Y-kromosomen. Genom att starta en händelsekedja med produktion av testosteron som en viktig ingrediens, startar utvecklingen till man. I frånvaro av funktionell SRY-gen utvecklas fostret till kvinna. Detta innebär att en individ med genuppsättningen XY men där SRY-genen genom mutation blivit ofunktionell, utvecklas till en till synes typisk kvinna. Detta är en anledning till att könstest där man analyserar kromosomuppsättningen inte är heltäckande.
Dessa individer behöver hjälp av läkemedel för att kunna följa den typiska utvecklingslinjen, men könskörtlarna kommer aldrig kunna producera ägg.